# Maïsbrood

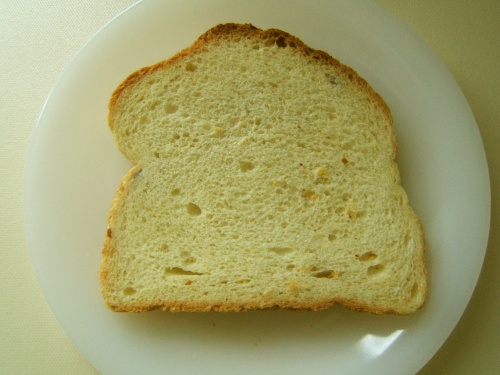
Sneetje maisbrood

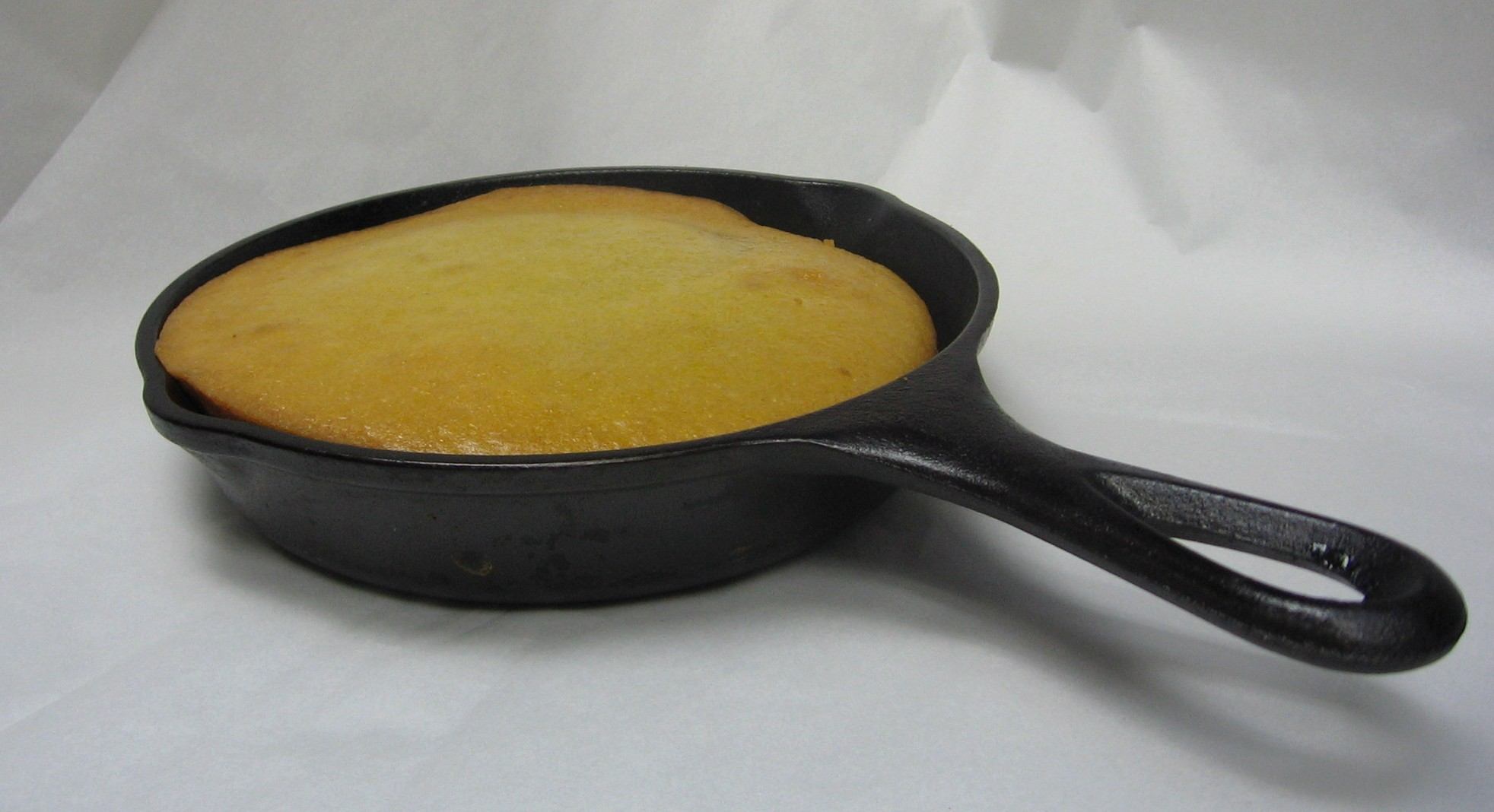
Traditioneel in een pan gebakken maisbrood uit de zuidelijke VS ("Indian pone").

Maïsbrood is brood waarbij maïsmeel tot de ingrediënten behoort. In Nederland wordt er altijd ook een ander graan in verwerkt; Nederlands maïsbrood is dus altijd een meergranenbrood. In Nederland wordt bijna altijd tarwebloem gebruikt om de luchtige structuur van brood te verkrijgen. Door de maïs krijgt het dan de gelige kleur.

## Oorsprong
Maïs is een graan dat van oorsprong geteeld werd in Noord-Amerika. De oorspronkelijke bewoners aldaar waren dan ook de eersten die al duizenden jaren geleden brood maakten met maïs. Omdat in de zuidelijke staten van de Verenigde Staten maïs goedkoper was dan tarwe, hebben blanke immigranten het gebruik van maïs in brood overgenomen. Van daaruit heeft het gebruik van maïsbrood zich over de wereld verspreid.